# Er rufet seinen Schafen mit Namen
Er rufet seinen Schafen mit Namen (BWV 175) ist eine Kirchen-Kantate von Johann Sebastian Bach. Er komponierte sie in Leipzig für den 3. Pfingsttag und führte sie am 22. Mai 1725 zum ersten Mal auf.

## Geschichte und Worte
Bach komponierte die Kantate in seinem zweiten Jahr in Leipzig für den 3. Pfingsttag und führte sie am 22. Mai 1725 zum ersten Mal auf. In seinem zweiten Leipziger Amtsjahr hatte Bach vom ersten Sonntag nach Trinitatis bis Palmsonntag für seinen zweiten Kantatenzyklus konsequent Choralkantaten komponiert, war jedoch zu Ostern wieder zu Kantaten auf freierer Textgrundlage übergegangen. Dazu gehörten neun Kantaten auf Texte der Dichterin Christiana Mariana von Ziegler, darunter auch die Kantate zum 3. Pfingsttag, die Bach später seinem dritten Kantatenzyklus zuordnete.
Die vorgeschriebenen Lesungen für den Festtag waren Apg 8,14–17  und Joh 10,1–10 , das Treffen Jesu mit Nikodemus. Die Kantate behandelt zwei Themen, in den Sätzen 1 bis 4 den Guten Hirten und die Schafe, die seine Stimme hören, in den Sätzen 5 bis 7 diejenigen, die ihn nicht hören. Die Dichterin benutzt für sie die Formulierung „verblendete Vernunft“ und spricht damit die Tendenz der beginnenden Aufklärung an. Die Kantate endet mit der neunten Strophe von Johann Rists O Gottes Geist, mein Trost und Ruh.

## Besetzung und Aufbau

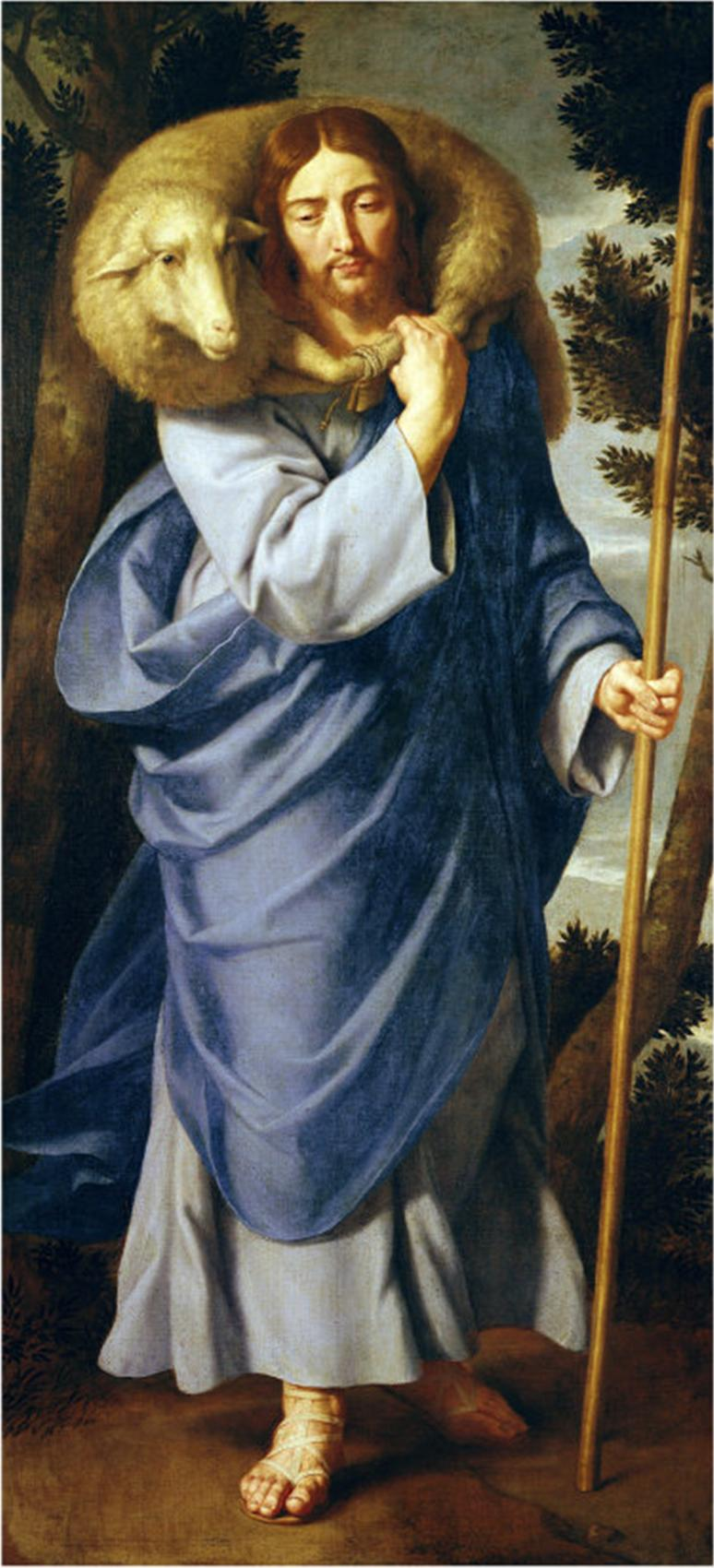
Der gute Hirte, Philippe de Champaigne

Die Kantate ist mit einem ungewöhnlichen Instrumentarium besetzt. Drei Vokalsolisten, Alt, Tenor und Bass, und ein vierstimmigem Chor im Schlusschoral musizieren mit drei Blockflöten, zwei Trompeten, Violoncello piccolo zwei Violinen, Viola, und Basso continuo. Die Blockflöten unterstreichen den pastoralen Aspekt.
1. Recitativo (Tenor): Er rufet seinen Schafen mit Namen
2. Aria (Alt): Komm, leite mich
3. Recitativo (Tenor): Gott will, o ihr Menschenkinder
4. Aria (Tenor): Es dünket mich, ich seh dich kommen
5. Recitativo (Alt, Bass): Sie vernahmen aber nicht
6. Aria (Bass): Öffnet euch, ihr beiden Ohren
7. Choral: Nun, werter Geist, ich folge dir

## Musik
Das einleitende Bibelzitat wird vom Tenor gesungen, der Stimme des Evangelisten. Drei Blockflöten, Instrumente der Hirtenmusik, begleiten dieses Rezitativ „Er rufet seinen Schafen mit Namen und führet sie hinaus“. Die Blockflöten geben auch der ersten Arie im 12/8-Takt charakteristische Farbe. Das folgende kurze Rezitativ fragt in dramatischer Erregung voller Dissonanzen, wie ein verlorenes Schaf nach seinem Hirten: „Wo find ich dich? Ach, wo bist du verborgen?“. Um die Erleichterung seiner ausgemalten Ankunft zu beschreiben, transponiert Bach den siebten Satz seiner Glückwunschkantate Durchlauchtster Leopold, eine ausgedehnte da capo-Bourrée mit obligaten Violoncello und Fagott unisono, um eine kleine Terz für ein fünfsaitiges Violoncello piccolo. Das Versmaß der Dichtung ist nicht darauf zugeschnitten, als ob Bach die Absicht der Parodie nicht mit der Dichterin abgestimmt hätte.
Das zentrale Rezitativ in Satz 5 ist der Satz der Kantate, der von den Streichern begleitet wird. Er beginnt mit einem Bibelzitat, das vom Alt vorgetragen wird, „Sie vernahmen aber nicht, was es war, das er zu ihnen gesaget hatte“, und führt zu einem Bass-Arioso auf die letzten Zeilen, eine Warnung, die Worte Jesu nicht zu überhören. Die Warnung wird verstärkt durch die Begleitung mit zwei Trompeten in der folgenden Arie, die von Teufel und Tod spricht: „Jesus hat euch zugeschworen, daß er Teufel, Tod erlegt“. Die Trompeten schweigen im Mittelteil, der die Gaben Jesu erwähnt: „Gnade, Gnüge, volles Leben“. Möglicherweise ist auch diese Arie eine Parodie, doch die Quelle ist unbekannt.
Der Choral wird wiederholt aus der Pfingstkantate Wer mich liebet, der wird mein Wort halten, BWV 59. Die Melodie des Pfingstliedes Komm, Heiliger Geist, Herre Gott ist für vierstimmigen Chor gesetzt. Drei selbständige Blockflötenstimmen nehmen die Instrumentierung des Anfangs wieder auf.

## Einspielungen
LP/CD
- J. S. Bach: Cantatas BWV 100 & BWV 175. Heinz Wunderlich, Kantorei St. Jacobi Hamburg, Hamburger Kammerorchester, Lotte Wolf-Matthäus, Hans-Joachim Rotzsch, Hans-Olaf Hudemann. Cantate, 1961.
- Bach Cantatas Vol. 3 - Ascension Day, Whitsun, Trinity. Karl Richter, Münchener Bach-Chor, Münchener Bach-Orchester, Anna Reynolds, Peter Schreier, Dietrich Fischer-Dieskau. Cantate, 1975.
- Die Bach Kantate, Vol. 38. Helmuth Rilling, Gächinger Kantorei, Bach-Collegium Stuttgart, Carolyn Watkinson, Peter Schreier, Philippe Huttenlocher, Hänssler 1981
- J. S. Bach: Das Kantatenwerk – Sacred Cantatas Vol. 9. Gustav Leonhardt, Knabenchor Hannover, Collegium Vocale Gent, Leonhardt-Consort, Paul Esswood, Marius van Altena, Max van Egmond. Teldec, 1988.
- J. S. Bach: Cantatas with Violoncelle Piccolo (Vol. 2), Christophe Coin, Das Leipziger Concerto Vocale, Ensemble Baroque de Limoges, Barbara Schlick, Andreas Scholl, Christoph Prégardien, Gotthold Schwarz. Auvidis Astrée, 1994.
- Bach Cantatas Vol. 27: Blythburgh/Kirkwell, John Eliot Gardiner, Monteverdi Choir, English Baroque Soloists, Nathalie Stutzmann, Christoph Genz, Stephan Loges, Soli Deo Gloria 2000
- J. S. Bach: Complete Cantatas Vol. 15, Ton Koopman, Amsterdam Baroque Orchestra & Choir, Bogna Bartosz, Christoph Prégardien, Klaus Mertens. Antoine Marchand, 2001.
- J. S. Bach: Cantatas Vol. 39 (Cantatas from Leipzig 1725). Masaaki Suzuki, Bach Collegium Japan, Robin Blaze, Gerd Türk, Peter Kooij. BIS, 2007.

DVD
- Er rufet seinen Schafen mit Namen. Kantate BWV 75. Marianne Beate Kielland (Alt), Georg Poplutz (Tenor), Dominik Wörner (Bass), Chor und Orchester der J. S. Bach-Stiftung, Rudolf Lutz (Leitung und Cembalo). Samt Einführungsworkshop sowie Reflexion zum Kantatentext von Rüdiger Safranski. Gallus Media, 2016.